# Zodiaco occidentale

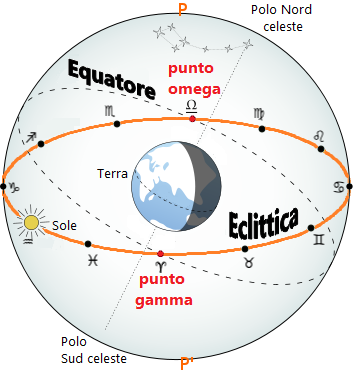
Nello zodiaco occidentale o tropicale, l'eclittica si divide in dodici parti uguali di 30 gradi ciascuna, a partire dal punto vernale (gamma), determinando i dodici segni zodiacali tradizionali.

Lo zodiaco occidentale o zodiaco tropicale fa riferimento alla divisione dello zodiaco in dodici parti uguali, di 30 gradi ciascuna, dell'eclittica, in base alle quali l'astrologia occidentale determina i dodici segni zodiacali tradizionali.
Le dodici divisioni di 30 gradi partono e terminano nel punto vernale. Per quanto sopra, le date in cui il sole sta dentro i limiti di una costellazione non corrispondono alle date in cui sta dentro i limiti di un segno zodiacale nell'astrologia occidentale.

## Origine del nome
Si utilizza la denominazione zodiaco tropicale per differenziarlo dallo zodiaco siderale. Il primo si basa sulle stagioni, mentre il secondo sulle costellazioni. Nello zodiaco tropicale, l'inizio del primo segno zodiacale, Ariete, coincide con l'equinozio di marzo (segnando l'inizio della primavera nell'emisfero boreale e dell'autunno nell'emisfero australe), che può cadere, ogni anno, tra il 19 e il 21 di tale mese. L'inizio dello zodiaco occidentale coincide, dunque, con il punto vernale o primo punto d'Ariete. In quel momento, il Sole transita su un punto dell'eclittica dove passa dall'emisfero celeste australe all'emisfero celeste boreale.
L'astrologia indiana è un sistema astrologico orientale basato sullo zodiaco siderale.

## Storia
L'astrologia occidentale affonda le sue origini nel periodo precristiano in Babilonia e nell'antico Egitto. Nell'astrologia occidentale moderna sono riconoscibili le basi e principi di interpretazione, ma anche i calcoli, che sono stati ereditati dell'astrologia ellenistica, che alla sua volta li ereditò della greco-egizia Alessandria. È a partire da allora che sorge l'astronomia come un sistema di osservazione e rilevamento matematico del cielo libero di interpretazioni e fu relegata per molto tempo a scienza ausiliaria dell'astrologia.
Il sistema dello zodiaco occidentale venne realizzato in Mesopotamia durante l'impero dei Caldei, intorno al 500 a. C. Vennero aggiunti allo zodiaco di allora (sviluppato secoli prima e composto da otto segni) quattro nuovi segni, chiamati, oggi, cardinali: Ariete, Cancro, Bilancia e Capricorno, creando in questo modo, le 12 divisioni in parti uguali della ruota dello zodiaco, in base ai punti cardinali del Sole che determinano l'inizio delle stagioni. Dunque, i momenti che corrispondevano agli equinozi (Ariete e Bilancia) e ai solstizi (Cancro e Capricorno) nell'emisfero boreale.

## Tabella comparativa delle date dei tre zodiaci
Le date dell'anno che corrispondono ai dodici segni vengono mostrate nella seguente tabella, che compara le date dello zodiaco occidentale o tropicale, dello zodiaco siderale e dei transiti del Sole sulle costellazioni (usato dall'astrologo inglese Walter Berg e chiamato zodiaco di 13 segni):
| Nome italiano | Nome latino | Simbolo | Simbolo           | Date astrologiche dei segni | Date astrologiche dei segni | Date astronomiche (Zodiaco di 13 segni) |
| Nome italiano | Nome latino | Simbolo | Simbolo           | Zodiaco tropicale           | Zodiaco siderale            | Date astronomiche (Zodiaco di 13 segni) |
| ------------- | ----------- | ------- | ----------------- | --------------------------- | --------------------------- | --------------------------------------- |
| Ariete        | Aries       | ♈      | Ariete            | 21 marzo - 20 aprile        | 14 aprile - 13 maggio       | 19 aprile - 13 maggio                   |
| Toro          | Taurus      | ♉      | Toro              | 21 aprile - 20 maggio       | 14 maggio - 13 giugno       | 14 maggio - 21 giugno                   |
| Gemelli       | Gemini      | ♊      | Gemelli           | 21 maggio - 21 giugno       | 14 giugno - 14 luglio       | 22 giugno - 20 luglio                   |
| Cancro        | Cancer      | ♋      | Granchio          | 22 giugno - 22 luglio       | 15 luglio - 14 agosto       | 22 luglio - 9 agosto                    |
| Leone         | Leo         | ♌      | Leone             | 23 luglio - 23 agosto       | 15 agosto - 14 settembre    | 10 agosto - 14 settembre                |
| Vergine       | Virgo       | ♍      | Giovane donna     | 24 agosto - 22 settembre    | 15 settembre - 15 ottobre   | 15 settembre - 30 ottobre               |
| Bilancia      | Libbra      | ♎      | Bilancia          | 23 settembre - 22 ottobre   | 16 ottobre - 14 novembre    | 31 ottobre - 22 novembre                |
| Scorpione     | Scorpius    | ♏      | Scorpione         | 23 ottobre - 22 novembre    | 15 novembre - 14 dicembre   | 23 novembre - 29 novembre               |
| Ofiuco        | Ophiuchus   | ⛎      | Serpentario       | -                           | -                           | 30 novembre - 17 dicembre               |
| Sagittario    | Sagittarius | ♐      | Centauro          | 23 novembre - 21 dicembre   | 15 dicembre - 13 gennaio    | 18 dicembre - 20 gennaio                |
| Capricorno    | Capricornus | ♑      | Mostro marino     | 22 dicembre - 20 gennaio    | 14 gennaio - 12 febbraio    | 21 gennaio - 16 febbraio                |
| Aquario       | Aquarius    | ♒      | Portatore d'acqua | 21 gennaio - 19 febbraio    | 13 febbraio - 13 marzo      | 17 febbraio - 11 marzo                  |
| Pesci         | Pisces      | ♓      | Pesci             | 20 febbraio - 20 marzo      | 14 marzo - 13 aprile        | 12 marzo - 18 aprile                    |

Le date astronomiche reali del Zodiaco indicano la costellazione nella quale è situato il disco solare (nella sua totalità o in parte) in quel periodo dell'anno, tale e come si osserva dalla Terra. Tali date sono diverse delle date astrologiche siderali per varie ragioni:
1. Come detto sopra, la forma irregolare delle costellazioni, che fanno sì che il Sole non passi necessariamente 30/31 giorni in ognuna di loro.
2. La dimensione del disco solare, che fa sì che in alcuni casi ci metta un giorno o vari giorni per attraversare il limite tra due costellazioni (ossia, il Sole può "stare" in due costellazioni contemporaneamente).
3. L'esistenza di fusi orari, che fa sì che, per esempio, possa essere il terzo giorno di gennaio in Giappone, mentre in Messico è ancora il secondo giorno.
4. Il fatto che gli anni bisestili si intercalino alcuni anni sì e altri no, ciò può introdurre variazioni (di un giorno più o meno) tra le date di un anno e quelle dell'anno seguente.